# Otevřený kolektor

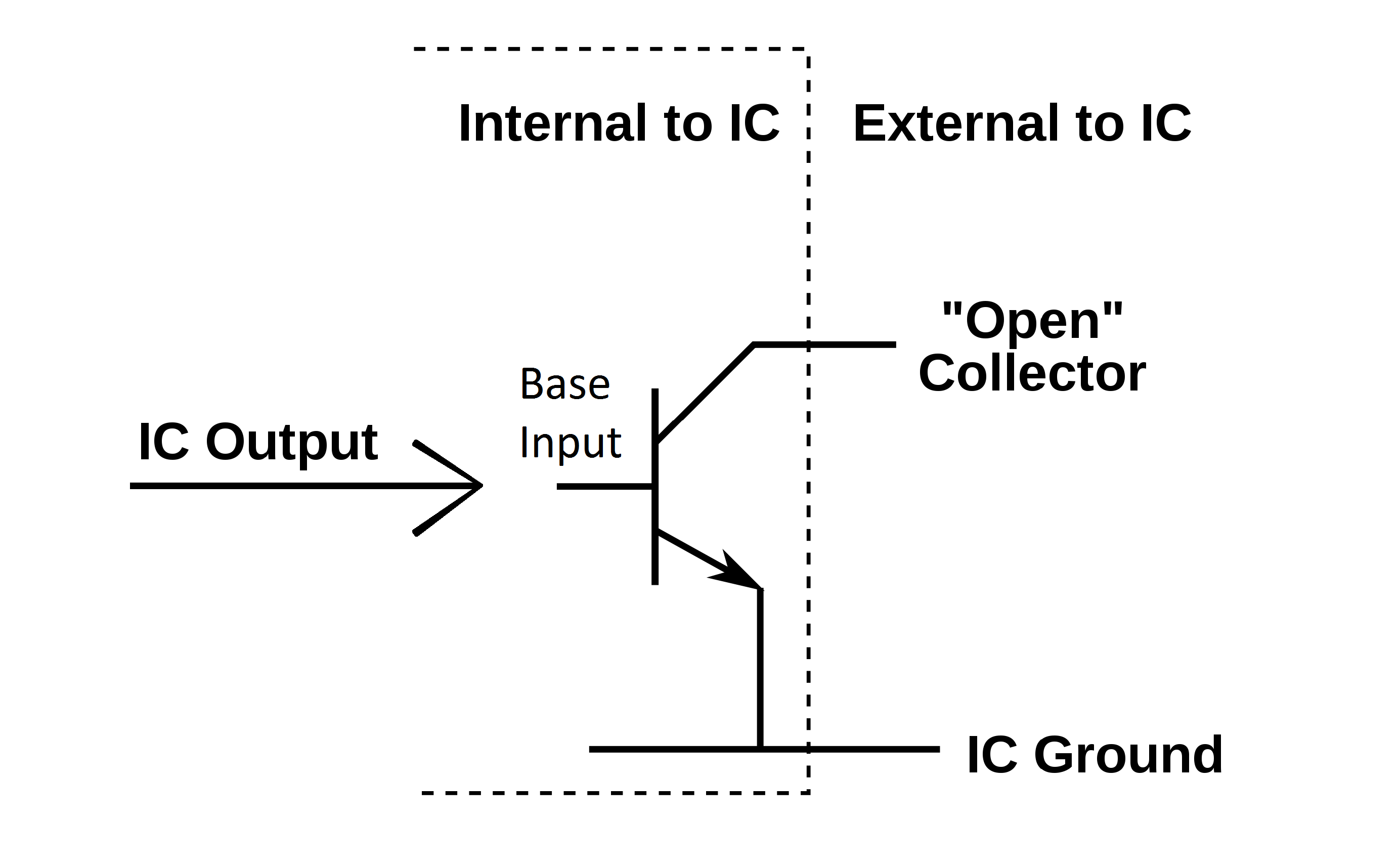
Otevřený kolektor

Otevřený kolektor je typ provedení výstupu užívaný u integrovaných obvodů (IO). Výstup, který je jinak tvořen párem tranzistorů (výstup běžných hradel je obvykle realizován dvojicí tranzistorů, z nichž je vždy otevřen jen jeden a připojuje na výstup buď napájecí napětí, nebo zem tzv. komplementární zapojení či komplementární výstup) je zde tvořen pouze jedním NPN tranzistorem, který spíná výstup ke společnému potenciálu, na výstupní pin je přiveden kolektor tohoto tranzistoru, emitor je spojen se společným potenciálem.

## Funkce
Báze výstupního tranzistoru je připojena k internímu logickému členu (jehož stavem se nastavuje logická úroveň). Stav tohoto členu a tedy i výstupního tranzistoru s otevřeným kolektorem závisí na vstupních signálech a funkci konkrétního integrovaného obvodu.
Tranzistor buď není sepnut a kolektor není spojen s žádným potenciálem nebo je sepnut a kolektor je spojen se zemí. K otevřenému kolektoru se obvykle připojuje pull up rezistor (řádově 1 kΩ až 10 kΩ podle typu logiky), který zajišťuje logickou úroveň "H" v případě, kdy není tranzistor sepnut. V případě úrovně "L" je tranzistor sepnut a výstup je spojen se zemí.
Otevřený kolektor umožňuje připojení zátěže s vyšším proudovým odběrem ve stavu "L", než při použití párových tranzistorů, zapojení budičů sběrnice (například SCSI), multiplexerová zapojení a další.